# Simon Donaldson
Simon Kirwan Donaldson (sinh ngày 20 tháng 8 năm 1957 tại Cambridge, Anh), là một nhà toán học người Anh nổi tiếng trong nghiên cứu về tô pô của các đa tạp bốn chiều (khả vi) nhẵn (trơn). Hiện tại ông là giáo sư nghiên cứu toán học thuần túy của Hội Hoàng gia và là chủ tịch viện Khoa học Toán học ở Imperial College London.